# Trinley Gyatso
Trinley Gyatso hay phiên âm theo Hán Việt là Thành-liệt Gia-mục-thố (sinh ngày 26 tháng 1 năm 1857 – mất ngày 25 tháng 4 năm 1875), cũng viết là Trinle Gyatso và Thinle Gyatso, là Đạt-lại Lạt-ma thứ 12 của Tây Tạng.
Cuộc sống ngắn ngủi của ông trùng hợp với thời điểm diễn ra tình trạng bất ổn chính trị lớn và các cuộc chiến tranh giữa các láng giềng của Tây Tạng. Nhà Thanh trước đó đã cung cấp một số hỗ trợ cho Tây Tạng để chống lại đế quốc Anh, thế lực muốn lập ảnh hưởng tại Tây Tạng từ thuộc địa của họ tại Ấn Độ.
Ông được công nhận như là một hóa thân của Đức Đạt-lại Lạt-ma vào năm 1858 và đăng cơ vào năm 1860. Trong thời gian ông còn là một đứa trẻ và được dạy dỗ, Tây Tạng đã cấm người Âu tiến vào đất nước của mình do người Anh tiến hành các cuộc tấn công chống lại Sikkim và Bhutan, cả hai nước này đều được các Lạt-ma tại Lhasa kiểm soát ở một mức độ đáng kể. Các cuộc chiến tranh này được xem là nỗ lực để thực dân hóa Tây Tạng, một điều mà các Lạt-ma không thể chấp thuận. Ngoài ra, để đối phó với việc các nhà truyền giáo đe dọa tiến vào Tây Tạng qua sông Mekong và sông Salween, người Tạng đã cố gắng nhấn mạnh quyền lực của nhà Thanh đối với Tây Tạng trong thập niên 1860.
Thành-liệt Gia-mục-thố được đăng cơ Đạt-lại Lạt-ma một cách đầy đủ vào ngày 11 tháng 3 năm 1873 song không thể chứng tỏ quyền lực đầy đủ của mình trên khắp Tây Tạng bởi ông đã qua đời vì một căn bệnh bí ẩn vào ngày 25 tháng 4 năm 1875.
"Trong thời kỳ của các Đạt-lại Lạt-ma mệnh ngắn—từ hiện thân thứ 9 đến thứ 12—Ban-thiền Lạt-ma là Lạt-ma cai quản, lấp đầy khoảng trống để do các Đạt-lại Lạt-ma để lại khi họ qua đời sớm."